# Benediktbeuern
La commune de Benediktbeuern se trouve dans l'arrondissement de Bad Tölz-Wolfratshausen, en  Haute-Bavière dans les Préalpes, au pied du Benediktenwand (1 801 mètres). L'abbaye de Benediktbeuern (où furent retrouvées en 1803 les Carmina Burana, ou Chants de Beuern), se trouve sur le territoire de la commune.
En 1818, au cours des réformes de l'administration en Bavière, Benediktbeuern est devenu une municipalité politique indépendante. La municipalité s'appelait alors Laingruben et ne porte que depuis 1865 le nom de l'abbaye.

## Armoiries
Les armoiries en sont : Écartelé, en 1 et 4 d'azur à 3 couronnes d'or, en 2 et 3 palé de 4 pièces d'or et de gueules, au franc-quartier d'argent, en abyme un écusson de gueules aux 2 clés d'or en sautoir brochant sur le tout

## Personnalités
- Kaspar Weinhart, né vers 1530 à Benediktbeuern, sculpteur et architecte
- Benedikt Henrici (1749-1799), architecte né à Benediktbeuern.
- Hansl Krönauer (en) (né le 23 avril 1932), compositeur et chanteur.